# Nápravová převodovka
Nápravová převodovka, hovorově redukce (kolová redukce), je převodovka, která je uložena přímo na hnané nápravě vozidla a obsahuje reduktor.

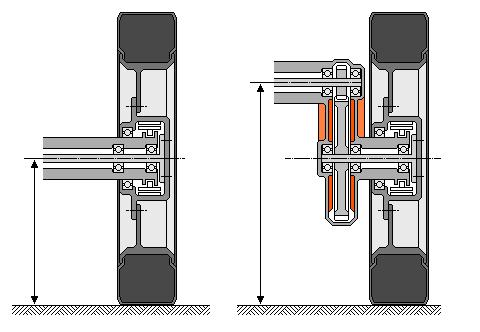
Rozdíl světlosti nápravy při použití nápravové převodovky s rozdílnou polohou os (vyznačeno měření k ose nápravy)

## Členění nápravových převodovek
- Převodovky se souosým přenosem: tyto převodovky se používají pouze pro zvýšení kroutícího momentu (hnací síly) na nápravě především u těžkých vozidel s velkou nosností a nižší cestovní rychlostí
- Převodovky s rozdílnou polohou os: používají se ke zvýšení kroutícího momentu na nápravě a k zvýšení průchodnosti terénem (žádoucí u terénních vozidel a speciálů, např. Tatra 805, Praga V3S, Tatra 810)

## Konstrukce
Konstrukce převodovky se souosým přenosem:
Skříň převodovky – konstrukční díl, ve kterém jsou uloženy ostatní díly, zabraňuje pronikání nečistot, zásoba mazadla
Převod – zpravidla do pomala, řešen většinou pomocí planetové převodovky
Hřídele – pro napojení do konstrukce přenosu sil
Konstrukce převodovky s rozdílnou polohou os:
Skříň převodovky – konstrukční díl, ve kterém jsou uloženy ostatní díly, zabraňuje pronikání nečistot, zásoba mazadla
Převod – zpravidla do pomala, řešen ozubenými koly s čelním ozubením, rovné nebo šípovité
Hřídele – pro napojení do konstrukce přenosu sil

## Vlastnosti
- Zvyšují přenášený kroutící moment na nápravě (přenosová soustava k nápravě může tak být s výhodou menších rozměrů dimenzována na menší kroutící moment, ale vyšší otáčky) a redukují otáčky hnacího traktu při zachování výkonu dle rovnice P [W] = Mt [Nm] * ω [/s]
- Podle konstrukce mohou přispět k lepší průchodnosti terénem (vyšší světlost vozidla)
- Složitější konstrukce nápravy, zvyšují mechanické ztráty (tření)